# Kroatische Badmintonmeisterschaft 2022
Die Kroatische Badmintonmeisterschaft 2022 fand vom 14. bis zum 15. Mai 2022 in Čakovec statt.

## Medaillengewinner
| Disziplin    | Gold                                | Silber                           | Bronze                           |
| ------------ | ----------------------------------- | -------------------------------- | -------------------------------- |
| Herreneinzel | Filip Špoljarec                     | Zvonimir Đurkinjak               | Luka Ban                         |
| Herreneinzel | Filip Špoljarec                     | Zvonimir Đurkinjak               | Ivor Zekan                       |
| Dameneinzel  | Jelena Buchberger                   | Luna Šaban                       | Matea Čiča                       |
| Dameneinzel  | Jelena Buchberger                   | Luna Šaban                       | Nika Matovina                    |
| Herrendoppel | Igor Čimbur Zvonimir Hölbling       | Borna Car Ivor Zekan             | Luka Črep Ivan Grubić            |
| Herrendoppel | Igor Čimbur Zvonimir Hölbling       | Borna Car Ivor Zekan             | Luka Grubić Borna Vadlja         |
| Damendoppel  | Matea Čiča Katarina Galenić         | Ira Martinuš Inga Sadaić         | Lucija Buchberger Dora Dragčević |
| Damendoppel  | Matea Čiča Katarina Galenić         | Ira Martinuš Inga Sadaić         | Dora Drvodelić Luna Šaban        |
| Mixed        | Zvonimir Đurkinjak Katarina Galenić | Zvonimir Hölbling Dora Drvodelić | Borna Car Inga Sadaić            |
| Mixed        | Zvonimir Đurkinjak Katarina Galenić | Zvonimir Hölbling Dora Drvodelić | Edvin Hadžihalilović Luna Šaban  |